# William Inge
William Motter Inge (ur. 3 maja 1913 w Independence, Kansas, zm. 10 czerwca 1973 w Los Angeles) – amerykański dramaturg, pisarz i scenarzysta.
Kształcił się na Uniwersytecie w Kansas. W 1953 sztuka Picnic przyniosła mu nagrodę Pulitzera. W 1961 otrzymał Oscara za oryginalny scenariusz do filmu Wiosenna bujność traw.
10 czerwca 1973 w swoim domu w Hollywood Hills, Inge odebrał sobie życie.

## Filmografia

### sztuki zekranizowane
- Come Back Little Sheba (1952) – reżyseria Daniel Mann
- Picnic (1955) – reżyseria Joshua Logan
- Bus Stop (1956) – reżyseria Joshua Logan
- The Dark at the Top of the Stairs (1960) – reżyseria Delbert Mann
- The Stripper (1963) – reżyseria Franklin J. Schaffner – na podstawie sztuki A Loss of Roses
- Picnic (2000) – reżyseria Ivan Passer

### scenariusze
- Wiosenna bujność traw (1961) – reżyseria Elia Kazan
- Wszystkie mu ulegają (1962) – reżyseria John Frankenheimer